# İstanbul Büyükşehir Belediyesi Spor Kulübü (pallavolo maschile)
L'İstanbul Büyükşehir Belediyesi Spor Kulübü è una società pallavolistica maschile turca, con sede a Istanbul: milita nel campionato turco di Efeler Ligi; fa parte della società polisportiva İstanbul Büyükşehir Belediyesi Spor Kulübü.

## Palmarès
- Campionato turco: 1

2008-09
- Supercoppa turca: 1

2009
- BVA Cup: 2

2008, 2012